# Dysphania auriplena
Dysphania auriplena är en fjärilsart som beskrevs av Thierry-mieg 1905. Dysphania auriplena ingår i släktet Dysphania och familjen mätare. Inga underarter finns listade i Catalogue of Life.